# Der Standpunkt
Der Standpunkt war eine „Wochenzeitung für abendländische Kultur, Politik und Wirtschaft“. Sie erschien wöchentlich in Meran von 1947 bis 1957.

## Herausgeber, Verlag und Druck
Die Erstausgabe vom 29. August 1947 wies 16 Seiten auf. Die Wochenzeitschrift kostete während der gesamten Dauer ihres Erscheinens 50 Lire. Als Eigentümer wurde der Verlag „Der Standpunkt“ mit Sitz in Bozen angegeben. Herausgeber und verantwortlicher Direktor war zunächst Hans Fuchs aus Meran. Den Druck besorgte die Druckerei S.E.T.A in Bozen. Von Juli 1951 bis Juli 1954 übernahm Christoph Hartung von Hartungen die inhaltliche Verantwortung. Danach wurde die Zeitschrift von Irma Leveghi herausgegeben. Der Standpunkt wurde mit der letzten Ausgabe zum 27. Dezember 1957 wegen einer grundlegenden Umbildung des Verlags eingestellt und in weiterer Folge durch das freilich kurzlebige Nachfolgeorgan Alpenpost ersetzt.

## Inhaltliche Ausrichtung

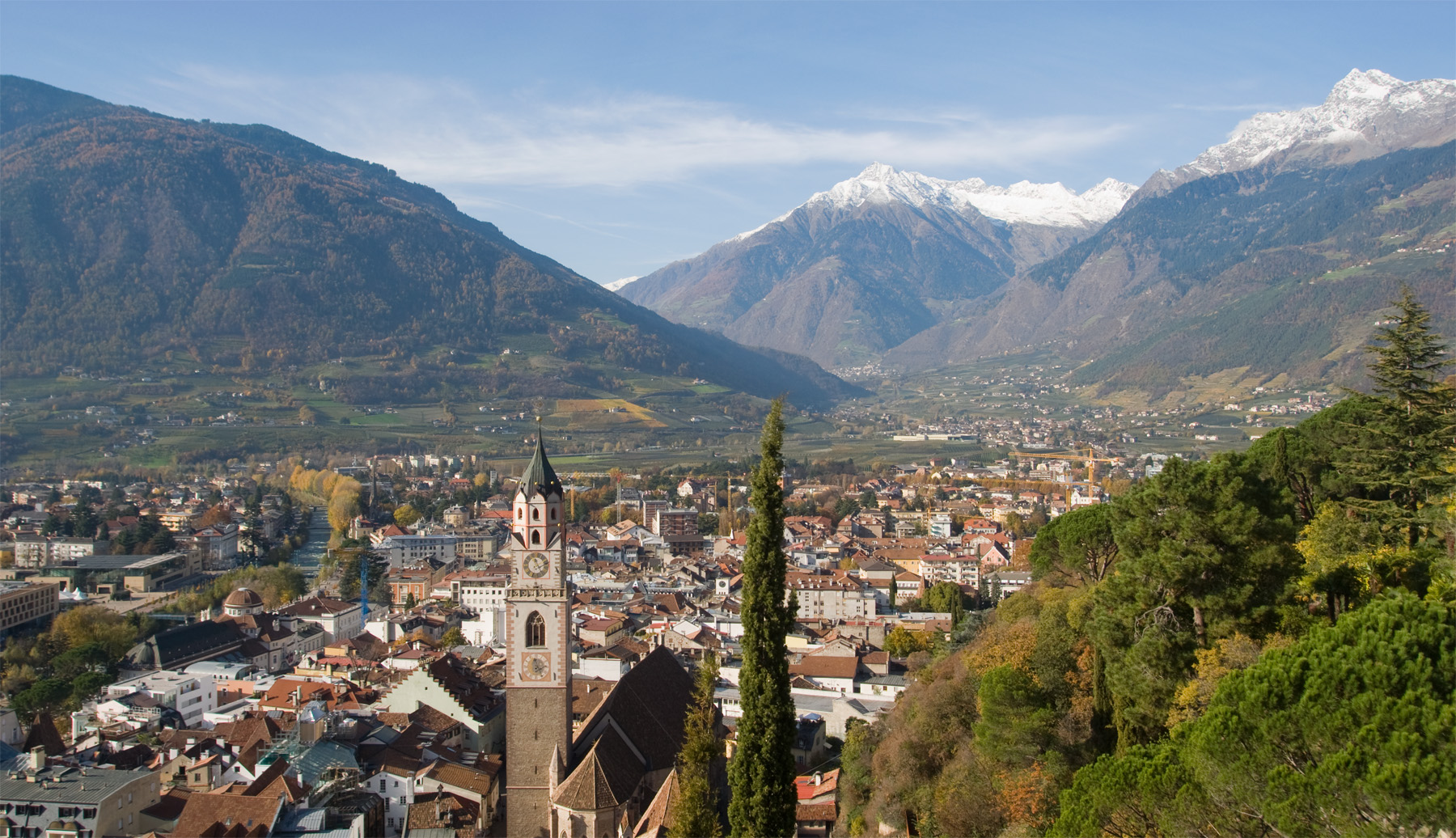
Die Redaktion hatte ihren Sitz in Meran, zuerst Sandplatz 2 und später Katharinenstr. 20

Für den Standpunkt schrieben bedeutende Publizisten wie Alfred Boensch, Horst Rüdiger, Ernst von Glasersfeld, August Buck und Otto F. Beer, der mehrere Jahre das Kulturressort der Zeitschrift leitete. Die inhaltliche Ausrichtung der Wochenzeitung wurde in der Erstausgabe erklärt:

„Wir wollen über die Welt und ihren Lauf berichten, aber wir wollen es im Bewußtsein tun, daß wir alle […] dabei eine Verpflichtung haben: die Verpflichtung einen geistigen Standpunkt zu finden, ihn nie aus dem Auge zu verlieren und von ihm aus unserem Schaffen ein hohes Ziel zu setzen. Wir bekennen uns zur abendländischen Kultur. Wir wollen dazu beitragen, dass aus einem verschwommenen Begriff konkrete Wirklichkeit werde, und wissen, dass nach der Katastrophe des Geistes, die Europa und die Welt befallen hat, das abendländische Bauwerk fast von Grund aus neu errichtet werden muss, – nach den Plänen und mit den Bausteinen, die wir der Tradition verdanken, aber für die Bedürfnisse einer verwandelten Gesellschaft. […] Es ist kein Zufall, dass diese Zeitung ihren Sitz im Südtiroler Land hat. […] Hier in Südtirol ist eine Nahtstelle zwischen zwei Völkern, die mit am meisten dazu beigetragen haben, dass der Begriff des Abendlandes und einer abendländischen Kultur entstehen konnte […].“

## Vorwurf proitalienischer Propaganda
Von völkischen Kreisen, die eine Vereinigung Südtirols mit Österreich anstrebten, wurde der Wochenzeitung vorgeworfen, in Südtirol eine italienfreundliche Presse etablieren zu wollen. Entsprechende publizistische Angriffe erfolgten insbesondere durch die Innsbrucker Wochenzeitung Stimme Tirols. Der Journalist Louis Barcata, der vormals für die Nachrichtenagentur Transcontinental Press und die nationalsozialistische Wochenzeitschrift Das Reich unter Joseph Goebbels als Korrespondent tätig war, drohte in dem Streit mit dem Herausgeber Hans Fuchs damit, Dokumente zu veröffentlichen, die ein Näheverhältnis zur italienischen Regierung beweisen sollten. Er wurde aus der Redaktion des Standpunkt entlassen.

## Archivierung
Originalausgaben der Wochenzeitung sind archiviert in der Teßmann-Sammlung der Österreichischen Akademie der Wissenschaften – Landesbibliothek Dr. Teßmann Bozen (III Z 317), der Universitätsbibliothek Innsbruck (19.490) sowie in der Stadtbibliothek Bozen (Per. 462).